# Benjamin Vogt
Benjamin Vogt (* 28. Juni 1999 in Vaduz) ist ein liechtensteinisch-schweizerischer Fussballspieler.

## Karriere

### Verein
In seiner Jugend spielte Vogt für den FC Balzers, bei dem er 2017 in den Herrenbereich befördert wurde. Im Februar 2018 wechselte er in die zweite Mannschaft des Hauptstadtklubs FC Vaduz. Seit Sommer 2020 steht er wieder beim FC Balzers unter Vertrag.

### Nationalmannschaft
Vogt gab sein Länderspieldebüt in der liechtensteinischen Fussballnationalmannschaft am 28. März 2021 beim 0:5 gegen Nordmazedonien im Rahmen der Qualifikation zur Fussball-Weltmeisterschaft 2022, als er in der 66. Minute für Noah Frommelt eingewechselt wurde.